# 9143 Burkhead
9143 Burkhead eller 1955 SF är en asteroid i huvudbältet, som upptäcktes 16 september 1955 av Indiana Asteroid Program vid Indiana University Bloomington med Goethe Link Observatory. Asteroiden har fått sitt namn efter Martin S. Burkhead.
Asteroiden har en diameter på ungefär 4 kilometer och den tillhör asteroidgruppen Flora.